# José Nicodemos de Figueiredo
José Nicodemos de Figueiredo (Boa Esperança, 21 de novembro de 1933 - Belo Horizonte, 13 de outubro de 2013) foi um historiador e genealogista brasileiro.

## Biografia
José Nicodemos de Figueiredo era filho dos primos Domingos Alves de Figueiredo e de Carmelita Chaves de Figueiredo, ambos trinetos do capitão-mor José Álvares de Figueiredo, o fundador da cidade de Boa Esperança, em Minas Gerais. Historiador crítico e dotado de um espírito agudo para a pesquisa, realizou importantes estudos sobre a história da cidade de Boa Esperança. Tendo sido funcionário das Centrais Elétricas de Furnas, conheceu profundamente todo o território inundado pela represa, na década de sessenta do século XX, o que lhe proporcionou uma descrição criteriosa da delimitação territorial primitiva de Boa Esperança e de diversas cidades da região sul mineira. Seus estudos sobre a "Sesmaria da Pedra Branca", em Campos Gerais, muito auxiliaram na elucidação da fundação de Alfenas. Genealogista de reconhecida capacidade, tem colaborado num sem número de pesquisas no sul de Minas Gerais, destacando-se um estudo sobre a nobre linhagem dos Figueiredos de Viseu. Foi colaborador do célebre Monsenhor José do Patrocínio Lefort, de Campanha.
Faleceu em 13/10/2013 em Belo Horizonte-MG, mas foi sepultado em Boa Esperança-MG às 17:00 horas no mesmo dia.